# Brachiella pernettiana
Brachiella pernettiana – wątpliwy gatunek widłonoga z rodziny Lernaeopodidae.

## Systematyka
Nazwę naukową tego gatunku skorupiaków – Lernaeomyzon pernettiana – opublikował w 1822 roku francuski zoolog Henri Marie Ducrotay de Blainville, powołując się na XVIII-wieczną książkę Pernety’ego. W bazie World Register of Marine Species takson ten klasyfikowany jest jako taxon inquirendum.